# The Dark Knight (loạt phim)
The Dark Knight (tạm dịch là Kỵ sỹ bóng đêm), là một loạt phim ba phần về đề tài siêu anh hùng Batman của DC Comics được đạo diễn bởi Christopher Nolan. Năm 1997, Warner Bros. đã từng thất bại hoàn toàn với một bộ phim cũng dựa trên đề tài này mang tên Batman & Robin. Do đó, hãng này đã quyết định hồi sinh dòng phim với kịch bản đen tối hơn vào năm 2005 với Batman Begins, dưới sự đạo diễn của Nolan và vai chính Batman do nam diễn viên Christian Bale đảm nhận. Batman Begins được giới chuyên môn đánh giá cao và có những thành công nhất định về mặt thương mại là động lực chính để Warner Bros. cho ra mắt hai phần tiếp theo The Dark Knight năm 2008 và The Dark Knight Rises năm 2012, Nolan vẫn tiếp tục là đạo diễn và Bale vẫn đảm nhận vai chính. Hai phần sau thành công vang dội và đã thu về gần $2.1 tỷ toàn cầu. Loạt phim The Dark Knight được giới chuyên môn đánh giá rất cao, được đề cử nhiều giải thưởng quan trọng và được coi là một trong những series phim xuất sắc nhất mọi thời đại.

## Diễn viên

##### Xuất hiện ở cả ba phần
Christian Bale vai tỷ phú Bruce Wayne/Người Dơi, nhân vật chính của loạt phim
Michael Caine vai Alfred Pennyworth, quản gia nhà Wayne
Morgan Freeman vai Lucius Fox, chuyên gia cung cấp vũ khí cho Người Dơi
Gary Oldman vai James Gordon, cảnh sát trưởng thành phố Gotham và là bạn của Người Dơi

##### Chỉ xuất hiện ở 2 phần
Liam Neeson vai Ra's al Ghul, kẻ phản diện của Người Dơi (trong Batman Begins và được hồi tưởng trong The Dark Knight Rise)
Katie Holmes và Maggie Gyllenhaal vai Rachel Dawes, công tố viên ở Gotham và là bạn thơ ấu của Bruce Wayne (lần lượt trong Batman Begins và The Dark Knight)
Cillian Murphy vai Jonathan Crane/The Scarecrow,